# بوگاتی ئی‌‌بی۱۱۲
بوگاتی ئی‌بی۱۱۲ (به انگلیسی: Bugatti EB 112) یک سدان مفهومی فست‌بک ۴ در است که توسط بوگاتی اتومبیلز در سال ۱۹۹۳ ارائه شد. جورجتو جوجارو از ایتال‌دیزاین مسئول طراحی این خودرو بود. ئی‌بی۱۱۲ دارای یک موتور وی۱۲ با قدرت ۴۵۶ اسب بخار و سیستم چهار چرخ متحرک دائمی است.